# 千歳海軍航空隊
千歳海軍航空隊（ちとせかいぐんこうくうたい）および1942年（昭和17年）11月1日に改称された第七〇三海軍航空隊(だい703かいぐんこうくうたい）は、日本海軍の部隊の一つ。大東亜戦争に戦闘機部隊、攻撃機部隊として従事した。

## 沿革

### 千歳空
1939年（昭和14年）10月1日、木更津飛行場で開隊。大湊要港部隷下。千歳空は③計画に盛り込まれた航空隊の一つとして、陸上攻撃機部隊の増強を図るために、中国戦線での活動を終えた第十三航空隊の要員・器材を基幹に編成された。要員は中国戦線での行動が長かったことから、戦闘機隊の地上作戦の能力は高かったが、航空母艦への着艦経験は乏しかった。1940年（昭和15年）11月15日、第四連合航空隊に配属。定数は陸上攻撃機36機・艦上戦闘機24機。1941年（昭和16年）1月15日、四連空は第十一航空艦隊第二十四航空戦隊に改称。戦闘機の定数が36機に増強される。サイパン・パラオ・マーシャルで訓練後、秋に木更津へ帰還。ただし戦闘機隊は独ソ開戦直後に千歳へ帰還。
1941年（昭和16年）10月31日、二四航戦は第四艦隊へ配属。陸攻隊はクェゼリン環礁ルオット基地、戦闘機隊はマロエラップ環礁タロア基地に前進。12月8日、大東亜戦争開始。千歳空はウェーク島攻略作戦に参加し、21日までに10回の空襲を行う。占領後はウェークを前進基地とする。
1942年（昭和17年）1月4日、17機でラバウル空襲に参加。同月24日、千歳空の副長山中龍太郎中佐は飛行艇に便乗してラバウルに出発、陸軍の協力を得てラバウルの飛行場整備を行い小型機の離着陸の見込みがつき、岡本晴年大尉の指揮する九六艦戦18機の進出が命じられた。慎重を期して航空母艦で輸送されることになったが、同隊は空母経験者が少なく、25日、空母瑞鶴、翔鶴の操縦者によって着艦収容された。26日、千歳空の操縦者によって発艦したが、天候不良で一度引き返して着艦未経験者を含む全機の無事帰投に成功した。27日再度発艦してカルビエンの飛行場に着陸したが、滑走路の整備が不十分で2機が着陸時に破損。整備員不在、燃料不足、天候不良の問題で同隊がラバウル進出を完了したのは31日のことであった。2月1日、マーシャル諸島初空襲でルオット・タロア基地に軽微な被害を受け、ルオットから反撃隊が出撃するが会敵せず。2月10日、千歳空の分遣隊（陸攻8機・戦闘機18機）と高雄空の陸攻隊19機で4空が新編される。2月23日、ラバウルの分遣隊16機にルオット帰還命令。2月24日、ウェーク島空襲を受ける。ラバウルから帰還中の分遣隊はトラックで補給しており、タロアから追撃するが会敵せず。
1942年（昭和17年）4月1日、第24航空戦隊は開戦以来南洋部隊基地航空隊として南洋群島、南東の航空作戦に任じてきたが、25航戦が新編された25航戦がラバウル方面の任務を引き継ぎ、24航戦はマーシャル方面基地航空部隊となった。24航戦は千歳空、一空、14空で編制された。4月18日、ドーリットル隊による本土空襲を受け、千歳空はルオットより追撃するが会敵しなかった。6月5日、ミッドウェー海戦の敗北を受け、敵機動部隊を探索するが発見せず。10月18日、陸攻隊全機にラバウル進出命令。20日、ウェーク近海に潜水艦出没し、哨戒行動のため進出撤回した。

### 七〇三空
1942年（昭和17年）11月1日、「第七〇三海軍航空隊」に改称。11月16日、陸攻隊に内地帰還命令、22日までに全8機が木更津着。同年12月1日、戦闘機隊が解散され、要員・機材は第七五二海軍航空隊の戦闘機隊と統合のうえ第二〇一海軍航空隊がマーシャルで編成された。
12月2日、全8機が千歳着、人員も19日千歳着。昭和18年（1943年）3月15日、解隊。千歳飛行場には隣接して第41空廠も建設されており、千島列島方面の哨戒任務に従事した各種航空隊にとって重要な補給基地として、また疎開してきた教育航空隊の訓練場として終戦まで活用された。戦後は米軍が進駐し、1951年（昭和26年）からは日本航空東京線の乗り入れが開始された。1957年（昭和32年）より米軍から航空自衛隊に所有権が移り、1988年（昭和63年）に新千歳空港が開業するまで、北海道の空の玄関口として、また、対ソ最前線の警戒基地としての二面性で広く知られていた。

## 使用機種
- 九六式陸上攻撃機
- 九六式艦上戦闘機:
- 一式陸上攻撃機:飛行隊を編成できるほどの大量供給はなく、数機が九六陸攻と混用されていた。

## 歴代司令
- 松尾鍉蔵 大佐：1939年10月1日[4] - 1940年6月29日殉職
- 梅谷薫 中佐/大佐：1940年7月6日[5] - 1941年9月15日[6]
- 大橋富士郎 中佐/大佐：1941年9月15日[6] - 第七〇三海軍航空隊司令 1942年11月1日[7] - 1943年3月15日[8]、同日付解隊